# 理查德·奥戈凯维奇
理查德·馬里安·奧戈凱維奇（英語：Richard Marian Ogorkiewicz，1926年5月2日—2019年11月24日）是一位波蘭裔英國工程師和裝甲戰鬥車輛歷史學家。

## 生平
理查德·奥戈凯维奇原名雷沙德·馬里安·奧古爾凱維奇，出生於比得哥什，是波蘭上校馬里安·奧古爾凱維奇（Marian Ogórkiewicz）之子。1939年德國入侵波蘭後，奧戈凱維奇舉家逃亡至羅馬尼亞，1940年2月又轉至法國。5月，舉家搬至蘇格蘭，理查德在當地就學，於倫敦帝國學院學習機械工程。完成學業後於帝國學院任教。之後曾於亨伯和福特從事燃氣渦輪發動機的研究工作。奧戈凱維奇於1957年到1985年期間回到帝國學院，研究裝甲戰鬥車輛。1972年至2006年間，任英國國防科學諮詢委員會各委員會的獨立成員。1979年，當上講師，1988年成為什里文漢皇家軍事科學學院客座教授。1993年，任博文頓坦克博物館的館長。

## 著作
理查德·奥戈凯维奇在期刊上發表了許多文章，主要為《簡氏國際防務評論》。
- Richard M. Ogorkiewicz. . London: Macdonald. 1968. ISBN 9780356014616. OCLC 463347 （英语）.
- Richard M. Ogorkiewicz; Plastics Institute. Richard M. Ogorkiewicz , 编. . London: Iliffe. 1969. ISBN 9780592054544. OCLC 96894 （英语）.
- Richard M. Ogorkiewicz. . New York: Arco. 1970. ISBN 9780668023344. OCLC 107096 （英语）.
- Richard M. Ogorkiewicz. . [Oxford?]: Oxford University Press. 1977. ISBN 9780198591528. OCLC 4210804 （英语）.
- Richard M. Ogorkiewicz. . Coulsdon, Surrey: Jane's Information Group. 1991. ISBN 9780710605955. OCLC 37141352 （英语）.
- Richard M. Ogorkiewicz. . Oxford: Osprey Publishing. 2015. ISBN 9781472806703 （英语）.
  - Richard M. Ogorkiewicz. . 胡毅秉 譯. 北京: 民主與建設出版社有限責任公司. 2023. ISBN 9787513940603. OCLC 1462830708 （中文）.